# Saint-Jean-Saverne
Saint-Jean-Saverne là một xã thuộc tỉnh Bas-Rhin trong vùng Grand Est đông bắc Pháp.